# Ceraphron sulcatus
Ceraphron sulcatus är en stekelart som beskrevs av Louis Jurine 1807.
Ceraphron sulcatus ingår i släktet Ceraphron och familjen pysslingsteklar. Arten är reproducerande i Sverige. Inga underarter finns listade i Catalogue of Life.